# 福永祐炳
福永 祐昺（ふくなが すけあき）は、戦国時代の武将。日向伊東氏の家臣。
娘が主君・伊東尹祐に見初められ祐充、祐清、祐吉を生んだことで当主家の外祖父となり、家老の地位を得る。尹祐の死後、若年の祐充が家督を継ぐと専横の振る舞いが多くなり、その有り様は「威勢国中に肩を並ぶる人もなし」とまで評され、譜代家臣団との深刻な対立を招いた。
とりわけ山間部の小河領主、嶽の米良氏を被官としたことは稲津氏、落合氏などからの反発が強く、享禄4年（1531年）には都於郡城下において「若き衆」と号する一揆との戦闘行為にまで発展した。祐炳は当主の威光を背景に「守護方」を称して若き衆を弾圧し、そのために家中からは落合兼由、稲津重由、右松祐宣、川崎良代ら多くの有為の士が失われた。
こうして反対勢力は除かれ、その権勢はいよいよ増したかに思われたが、天文2年（1533年）に祐充が早世すると、福永氏の専横を憎む祐充の叔父・伊東祐武が反乱を起こし、祐炳は3人の子と共に自害に追い込まれた。